# Light-1
Light-1 (conosciuto anche come RAADSat, acronimo di Rapid Acquisition Atmospheric Detector) è il primo satellite del Bahrein. La missione spaziale è stata realizzata in collaborazione con gli Emirati Arabi Uniti. 
Il satellite, del tipo CubeSat, è stato realizzato dalla Khalifa University in collaborazione con la New York University Abu Dhabi. Il gruppo che ha lavorato alla progettazione e sviluppo del satellite era composto da studenti bahreiniti, emiratini e di altre nazioni. Il lancio è stato effettuato il 21 dicembre 2021 dalla Vandenberg Space Force Base con un razzo vettore Falcon 9. Il satellite è stato trasportato sulla Stazione Spaziale Internazionale, da cui è stato collocato in orbita il 3 febbraio 2022. Il satellite, equipaggiato con due rilevatori di raggi gamma (composti da due serie di cristalli), aveva lo scopo di studiare i lampi di raggi gamma terrestri che si producono durante i temporali, venendo poi incanalati nello spazio.
Il satellite è rientrato nell'atmosfera il 16 gennaio 2023.